# Lijst van parken en reservaten in India
Dit is een lijst met de parken en reservaten in India.

## A
Anshi

## B
Balphakram - Bandhavgarh - Bandipur - Bannerghatta - Bansda - Bhagwan Mahavir - Bhitar Kanika

## C
Campbell Bay - Corbett

## D
Dachigam - Dehing Patkai - Desert - Dudhwa

## E
Eravikulam

## G
Galathea - Gangotri - Gir - Govind - Great Himalayan - Gugamal

## H
Hemis

## I
Indira Gandhi - Indravati

## K
Kanger Ghati - Kanha - Kaziranga - Keibul Lamjao - Keoladeo - Khangchendzonga - Kishtwar - Kudremukh

## M
Madhav - Manas - Mouling - Mount Harriet Island - Murlen

## N
Nagarhole - Namdapha - Nanda Devi - Navegaon - Neora Valley - Nokrek - North Simlipal

## P
Palamau - Panna - Pench - Periyar - Phawngpui - Pin Valley

## R
Raimona - Rajaji - Ranthambore

## S
Saddle Peak - Sanjay - Sanjay Gandhi - Sariska - Satpura - Shri Venkataswara - Silent Valley - Singalila - Siroi - Sundarban

## T
Tadoba

## V
Valley of Flowers - Velavadar

## W
Wandur